# Giorgi Lacabidze
Giorgi Lacabidze (gruz.  გიორგი ლაცაბიძე ) (ur. 15 kwietnia 1978 w Tbilisi) − uhonorowany międzynarodowymi nagrodami gruziński kompozytor, pianista i profesor. Uznanie zdobył głównie dzięki nagraniom muzyki Chopina i Liszta. Lacabidze, jako jeden z najmłodszych pianistów na świecie, wystąpił i nagrał na żywo 24 Etiudy i 24 Preludia Chopina, jak również 12 Etiud Transcendentalnych Ferenca Liszta i 12 Preludiów (Księga II) Claude’a Debussy’ego].

## Życiorys

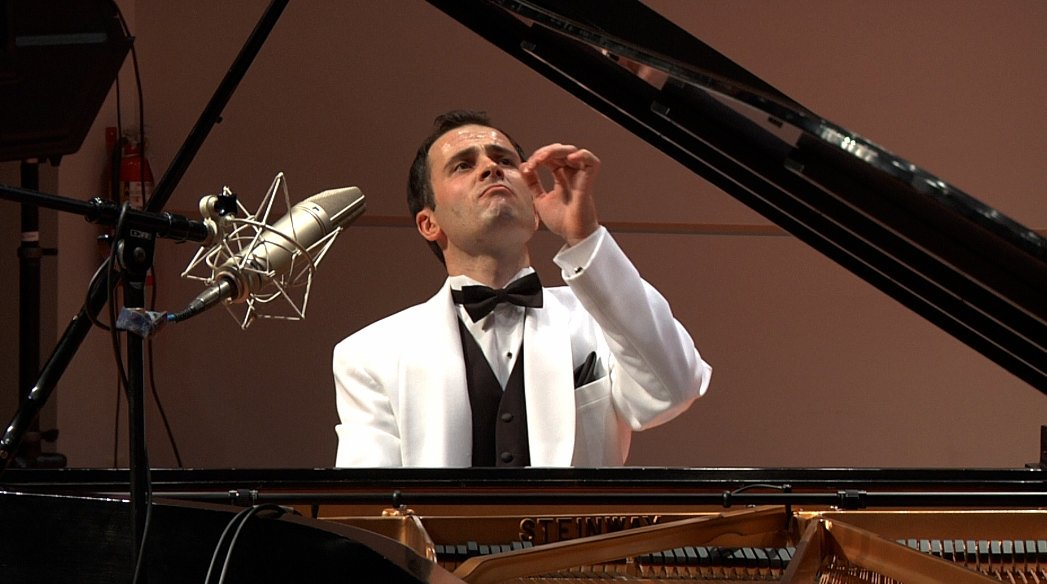
Giorgi Lacabidze (2009 r.)

Lacabidze rozpoczął grę na fortepianie w wieku 5 lat. W wieku 11 lat zadebiutował z orkiestrą, a rok później wystąpił ze swoim pierwszym recitalem. Ukończył konserwatorium w Tbilisi w klasie prof. Russudan Chodzava (2002); Od 2003 do 2004 r. studiował w Hanowerze w klasie Gerrita Zitterbarta (Hochschule für Musik und Theater Hannover); Od 2004 do 2005 r. studiuje w Mozarteum u Klausa Kaufmanna (Salzburg). W 2005 roku zaczął dalsze studia pod kierunkiem Stewarta Gordona w Los Angeles University of Southern California, Thornton School of Music.
Giorgi Lacabidze, po wykonaniu Koncertu "Cesarskiego" Beethovena w WUK Kulturhaus, został opisany w austriackiej prasie jako "...technicznie genialny pianista nasycony wzruszającym liryzmem i prawdziwą głębią". Angielskie czasopismo muzyczne "Rhinegold Classical" opisało jego nagranie Preludiów Debussy'ego jako pełne "...niezwykłej wyobraźni i rzadko spotykanego dźwięku." Szwajcarska gazeta "Volksblatt" napisała: "Z pełnym przekonaniem, w romantycznym repertuarze można go okrzyknąć imponującym pianistą i czarodziejem nieskazitelnej techniki".
Lacabidze koncertuje i daje kursy mistrzowskie w całej Europie Środkowej i Wschodniej, Azji, Ameryce Południowej i Stanach Zjednoczonych. Lacabidze jest pianistą i muzykiem kameralnym, jak również profesorem i jurorem międzynarodowym. W latach 2007–2010 pełnił funkcję prezydenta MTNA w USC Thornton School of Music w Los Angeles. Lacabidze wykładał na Uniwersytecie Południowej Kalifornii, Azusa Pacific University, Glendale College, a obecnie jest profesorem fortepianu w Prayner Konservatorium w Wiedniu.

## Wybrana dyskografia
- Auf den Spuren von Wolfgang Amadeus Mozart (K-TV Austria, 2005)
- Latsabidze: The Recital (Los Angeles Onward Entertainment,LLC 2009)
- Skomponował muzykę do filmów Twilight's Grace[6] (2006) i Waltz-Fantasy (2002).
- 2010: Claude Debussy: 12 Préludes. (Book II) – CD & DVD; Los Angeles, LLC
- 2010: The IG-Duo performs works by Szymanowski, Brahms, Bizet-Waxman, Latsabidze. – DVD; Wigmore Hall, London. Red Piranha Films LLC.
- 2011: CD/DVD: Frédéric Chopin: 24 Preludes, Op.28; Robert Schumann: Kreisleriana, Op.16. Goyette Records.
- 2011: CD: Giorgi Latsabidze: The Composer & Transcriber. Rhapsody Library Records
- 2011: CD/DVD: Mozart Piano Concerto No. 21in C major, K. 467. Taiwan Pro, LLC
- 2012: CD: Waghalter, I.: Violin Concerto / Rhapsody / Violin Sonata (Royal Philharmonic Orchestra, Trynkos, Latsabidze, A. Walker). Naxos Records[7]

## Nagrody
W swojej karierze otrzymał nagrody na międzynarodowych konkursach pianistycznych: I nagroda na Międzynarodowym Konkursie Pianistycznym im. Nikołaja Rubinsteina w Paryżu (1999); III nagroda na Międzynarodowym Konkursie Pianistycznym im. Ennio Porrino w Cagliari (1999); laureat na Międzynarodowym Konkursie Pianistycznym Yehudi Menuhina w Salzburgu (2005) i Young Artists w Los Angeles (2006), nagroda Princessy Marie Kinsky von Wchinitz und Tettau, 2009.